# Délocalisation en France
 (décembre 2014).
La délocalisation en France est le phénomène de transfert, plus ou moins opportuniste, hors du pays, d'activités, de capitaux et d'emplois vers des régions de l'Union européenne ou du monde bénéficiant d'avantage compétitif (tels que, par exemple, des salaires plus bas et/ou des législation environnementale et/ou du travail plus laxistes).
Elle a le plus souvent pour effet direct la perte d'emploi pour les salariés, dans le but d'accroître les profits du patronat.
La tendance inverse est la relocalisation économique.

## Caractéristique de la délocalisation en France

### État des lieux
Les petites et moyennes entreprises (PME), en France comme dans l'ensemble des pays, fournissent la majeure partie des emplois et du produit national brut, et sont largement moins sujettes aux délocalisations, en particulier quand elles proposent des produits et services à haute valeur ajoutée et lorsque leur actionnariat est contrôlé par les fondateurs, associés et salariés ou des investisseurs français, ancrés sur un territoire dont l'attractivité économique est soutenue (pôles de compétences, fiscalité, environnement scientifique et commercial, etc.) face à d'autres territoires « concurrents »,. 
Plus réactives que les grands groupes, elles sont aussi une source majeure d'innovations, d'où le soutien privé et public qui doit leur être accordé pour maintenir et développer les activités essentielles au bon fonctionnement socio-économique. Un plan de relance par l'investissement (l'offre, l'activité) signifie un soutien en direction des entreprises, principales sources de maintien et de création d'emplois. La plupart des pays de l'Organisation de coopération et de développement économiques (OCDE) mettent en œuvre des politiques de soutien à destination des PME et des investissements innovants pour renouveler ou maintenir le taux d'activité. Face à la crise, le Fonds monétaire international (FMI) avait prévu que la croissance économique mondiale serait ramenée dès 2009 à un taux très faible jamais enregistré depuis la Seconde Guerre mondiale. Le Bureau international du travail (BIT) avait recommandé, dès 2008, de prendre des mesures d'urgences axées sur la création et la protection de l'emploi.
Les activités de conception (recherche et développement, design, marketing…) demeurent compétitives sur le territoire français (même si la délocalisation de la recherche et développement émerge), tandis que les centres de production dérivent vers les zones à faible coût de main d'œuvre,. L'OCDE a prôné en 2009 un soutien massif des États (politique keynésienne), et a placé, un temps, les États-Unis et la France parmi les pays les mieux positionnés pour bénéficier de la reprise. Désormais le FMI recommande, selon un rapport, de réduire drastiquement les déficits publics (dette publique ramenée à 60 % du PIB et non au-delà) et de recourir à un peu d'inflation. La Banque Mondiale n'a toujours mentionné que la Chine et l'Inde comme principaux bénéficiaires de la croissance, alors que la sous-évaluation du yuan se poursuit. 
En 2010, le chef de l'État français, et le président des États-Unis, ont soulevé « la question des taux de change », en lien notamment avec le chômage croissant,. L'OCDE, dans une étude publiée début 2010, invite la Chine à augmenter aussi ses dépenses sociales.
Malgré un contexte de parité euro-dollar et un yuan défavorable, les PME innovantes se développant via  des sociétés implantées dans différents pays, maintiennent leur leadership, et semblent les plus aptes à soutenir la reprise économique, si les activités stratégiques (R&D, conception, marketing, design, finance…) demeurent sur le territoire français, d'où le soutien à un enseignement supérieur et à la recherche, les incitations fiscales et les aides pour favoriser le retour et le maintien des investissements et des centres stratégiques sur le territoire. Les pôles de compétitivité créés en 2005 devaient freiner les délocalisations et créer des centaines de milliers d'emplois d'ici à 2010.
À la fin des années 2000, les licenciements et délocalisations (vers l'Europe Centrale et l'Asie, zones à bas coûts et à plus forts taux de croissance économique) s'amplifient cependant, surtout de la part des grands groupes, généralemnet issus de fusion-acquisitions successives, et souvent à capitaux multinationaux. Les secteurs industriels sont les plus touchés, tandis que les secteurs high tech et ceux du tertiaire à forte valeur ajoutée tirent, pour l'instant, leur épingle du jeu. L'économie industrielle connaît une profonde mutation face à la globalisation et à la compétition que se livrent les entreprises sur les coûts salariaux (dumping ; les cotisations sociales, santé et vieillesse, sont les plus élevées en France par rapport aux autres pays, de même la taxe professionnelle sur les investissements productifs) et par conséquent sur le prix et les marges réalisées sur les produits vendus. Un abaissement sensible de cette pression fiscale est poursuivi pour atteindre des niveaux comparables aux autres pays. Même le secteur de la finance, depuis longtemps en partie lié aux paradis fiscaux, est concerné.

### Quelques chiffres
De 1995 à 2001, 95 000 emplois sont supprimés à cause de délocalisations, sur 500 000 emplois supprimés. Un peu moins de la moitié des postes est délocalisé dans un pays émergent. Entre 2002 et 2005, les délocalisations passent à 36 000 emplois par an, puis 20 000 par an environ entre 2009 et 2011, selon une étude de l'Insee.
Il faut considérer ces chiffres avec prudence pour trois raisons: 
- ils proviennent des déclarations des entreprises ;
- ils ne tiennent pas compte des éventuelles destructions d'emplois chez les sous-traitants ;
- ils ne tiennent pas compte des éventuelles créations d'emplois dues à un mouvement inverse.

### Perspectives
Par ailleurs, l'avenir passerait par l'émergence de nouveaux leaders, le développement de nouvelles filières, de nouvelles façon de juger de la rentabilité d'une activité, de travailler et de produire intégrant des notions de développement durable conciliant économie et attentes sociétales. Dans le contexte des délocalisations poursuivies ou envisagées par de grandes entreprises,, le gouvernement tente d'imposer ses choix grâce à sa participation en tant qu'actionnaire, tout en se défendant d'engager une forme de protectionnisme,,,,. Ce phénomène démontre le paradoxe de la politique industrielle à mener au regard des pays à bas coûts et aux exigences de Bruxelles pour éviter toute distorsion de concurrence,. Les premières victimes sont les PMI soustraitantes. D'autres fleurons de haute technologie délocalisent en Inde leur activité de recherche et développement,.
La plupart des pays font aujourd'hui face à un regain de protectionnisme pour protéger les emplois sur leur territoire. L'Organisation mondiale du commerce (OMC) est souvent prise à partie,,. L'OMC défend la libéralisation totale du commerce international pour permettre aux pays pauvres d'exporter vers les pays riches, dans un contexte de chute historique du commerce mondial. La commission européenne surveille les dérives potentielles qui fausseraient les règles de concurrence au sein de l'UE,. L'ancien ministre français de l'Industrie, Christian Estrosi, prône les relocalisations ou le maintien de la sous-traitance en France pour protéger les équipementiers de qualité,. Les déboires de constructeurs automobiles avec des usines délocalisées, obligés de rapatrier les modèles défectueux, pourraient changer la donne,,. Certaines contraintes européennes peuvent peser sur la compétitivité,.
Aux côtés d'une industrie en recomposition, les secteurs tertiaire et quaternaire seraient voués à progresser dans les prochaines années pour satisfaire au plus près les besoins devenus de plus en plus identitaires et immatériels selon un rapport récent de Daniel Cohen (Sortie de crise : vers de nouveaux modèles de croissance), commandé par le Premier ministre et la secrétaire d'État à la prospective :
- les services cognitifs et investissements immatériels (connaissances, recherche, enseignement supérieur, conseil en entreprise, publicité, marketing, technologies de l'information…) ;
- les services collectifs à fortes économies d’échelle, publics ou privés ;
- les services immatériels de consommation finale (culture et patrimoine historique, tourisme…) ;
- les services logistiques d’intermédiation.

Selon le rapport, la société entrerait dans "une phase de « synthèse créative » où les technologies s’agencent entre elles (développement des interfaces, hybridation) de manière à mieux correspondre aux besoins des individus, et rencontrent une demande de masse solvable." La crise actuelle, marquée par le resserrement du crédit, serait
susceptible d’amplifier le recul des dépenses d’innovation, remettant en cause les
investissements à long terme les plus prometteurs[réf. nécessaire].